# Esther Kalveram

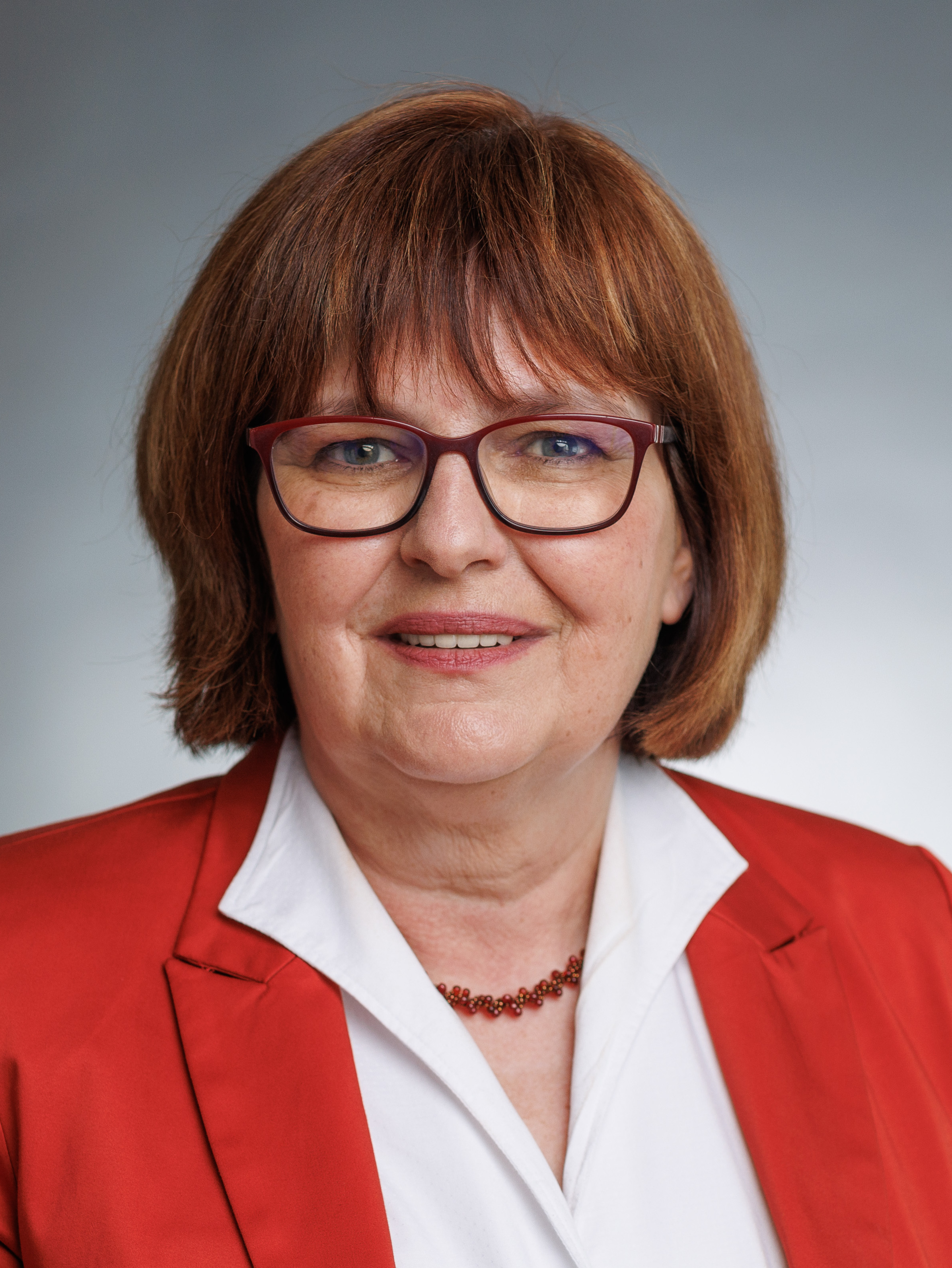
Esther Kalveram, 2022

Esther Kalveram (* 12. April 1966 in Kassel) ist eine deutsche Politikerin (SPD). Seit 2021 ist sie Abgeordnete im Hessischen Landtag.

## Leben
Kalveram machte 1986 ihr Abitur an der Jacob-Grimm-Schule in Kassel. Sie studierte von 1986 bis 1988 Politikwissenschaft an der Universität Kassel und von 1988 bis 1993 Rechtswissenschaft an der Georg-August-Universität Göttingen, jedoch ohne jeweils das Staatsexamen abzulegen. Von 1993 bis 1999 war sie in Elternzeit. Von 1999 bis 2007 war sie als selbstständige Buchhändlerin in Niestetal tätig. Sie arbeitete 2007 in Teilzeit im Büro des hessischen Landtagsabgeordneten Uwe Frankenberger und von 2008 bis 2021 im Wahlkreisbüro des Landtagsabgeordneten Wolfgang Decker. Von 2012 bis 2015 absolvierte sie ein berufsbegleitendes Fernstudium in Sozialmanagement an der Deutschen Akademie für Management, das sie als geprüfte Sozialmanagerin abschloss.
Kalveram ist evangelisch, geschieden und hat zwei Kinder.

## Politik
Seit 1986 ist Kalveram Mitglied der SPD. Von 2008 bis 2009, von 2011 bis 2016 und seit 2021 war bzw. ist sie Mitglied des Ortsbeirates Kassel-Forstfeld. Von 2009 bis 2011 und von 2016 bis 2021 war sie Mitglied des Magistrates der Stadt Kassel. Von 2011 bis 2016 war sie außerdem Mitglied der Stadtverordnetenversammlung Kassel. 2021 war sie kurzzeitig stellvertretende Stadtverordnetenvorsteherin der Stadt Kassel. Sie ist Ortsvereinsvorsitzende der SPD in Kassel-Forstfeld, Mitglied des Bezirksvorstandes der SPD Nordhessen und seit 2019 Mitglied des Landesvorstandes der SPD Hessen.
Am 1. Juli 2021 rückte sie für Wolfgang Decker in den Hessischen Landtag nach. Bei der Landtagswahl 2023 zog sie über die Liste erneut in den Landtag ein.